# Peter Roose Homestead
Pour les articles homonymes, voir Roose.
La Peter Roose Homestead est une exploitation agricole américaine située dans le comté de Clallam, dans l'État de Washington. Protégée au sein du parc national Olympique, elle est inscrite au Registre national des lieux historiques depuis le 13 juillet 2007.